# 792 Меткалфія
792 Меткалфія (792 Metcalfia) — астероїд головного поясу, відкритий 20 березня 1907 року.
Тіссеранів параметр щодо Юпітера — 3,375.